# Åseda
Åseda er hovedby i Uppvidinge kommune, Kronobergs län, Småland, Sverige.
Byen var fra 1910 til 1942 municipalsamhälle (en administrativ enhed for et tætbebygget område i en landkommune), og blev derefter köping. Byen har haft held til at vende befolkningsafmatningen ved blandt andet at bygge et stort helsecenter i hjertet af byen.